# Чечора (приток Воржехоти)
Чечора — река в России, протекает с юга на север в Угличском районе Ярославской области; левый приток реки Воржехоть.
По левому берегу от реки в верхнем течении находится урочище Дмитриевка. Сельские населённые пункты около реки: Кривцово, Новинки, Варгуново, Дивная Гора.